# Christoph Spehr

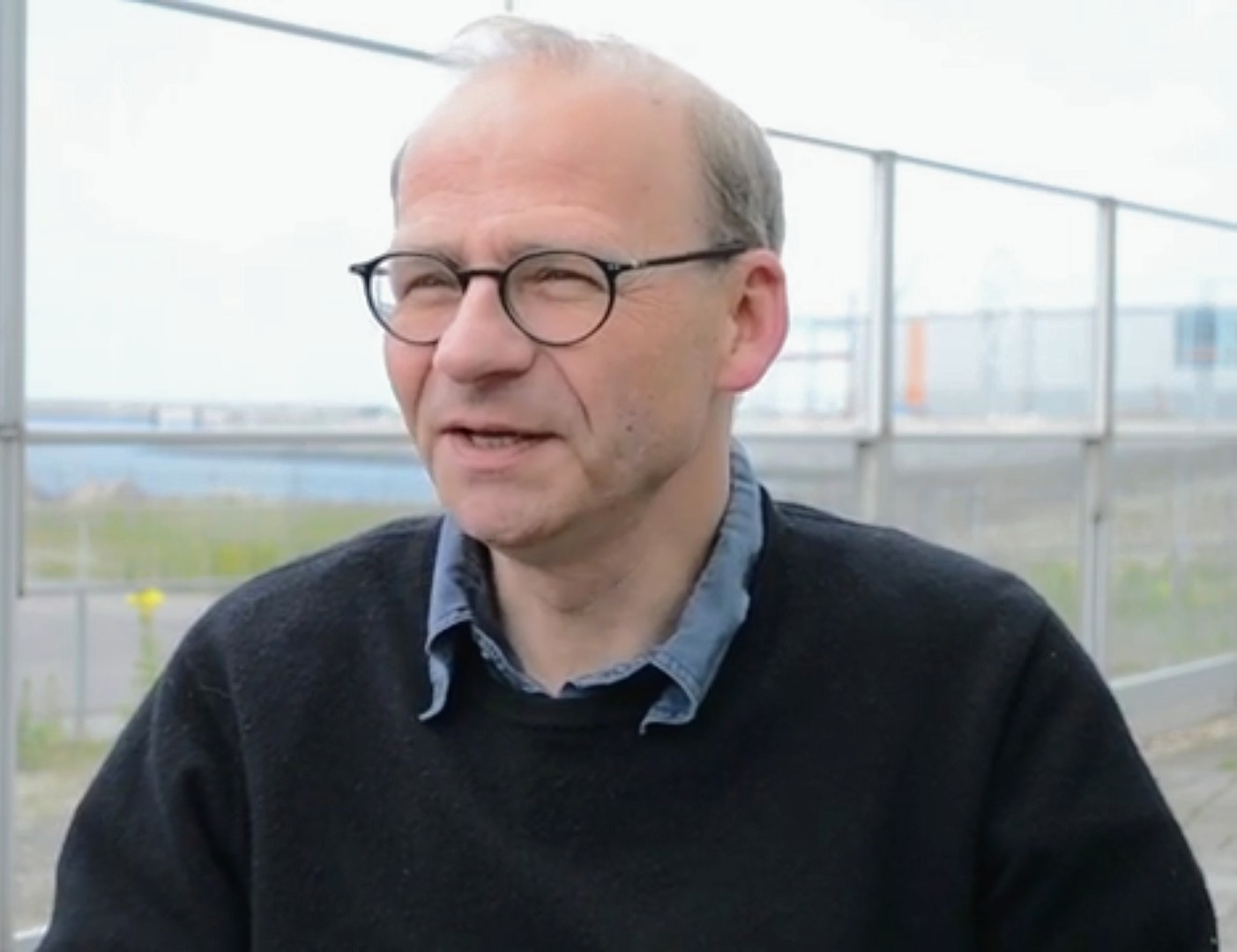
Christoph Spehr, 2016

Christoph Spehr (* 20. Mai 1963 in Augsburg) ist ein deutscher Autor und Politiker und Landesvorsitzender der Partei Die Linke in Bremen.

## Biografie

### Ausbildung und Beruf
Spehr studierte Sozial- und Wirtschaftsgeschichte in München und promovierte 1993 in Bremen. Er engagierte sich in entwicklungs- und wissenschaftspolitischen Organisationen, teilweise in Leitungspositionen, sowie in der Gewerkschaft GEW.
In seinen Werken kritisierte Spehr zunächst die Umweltbewegung, die in ihrem Verhältnis zur Natur die gesellschaftlichen Verhältnisse und insbesondere die Herrschaftsverhältnisse vernachlässige. Um die Jahrtausendwende erlangten Bücher wie Die Aliens sind unter uns und Artikel wie Befreiungstheorien im Elchtest wegen der Erläuterung politischer Zusammenhänge mit popkulturellen Mitteln Kultstatus in Teilen der sozialen Bewegungen. Spätere Arbeiten befassen sich mit linker Politik.
Spehr lebt mit seiner Lebensgefährtin und zwei Kindern in Bremen.

### Politik
Von 1981 bis 1989 war er Mitglied der SPD, seit 2005 gehört er der Partei Die Linke an. Er ist seit mehreren Jahren Sprecher des Landesverbandes, seit 2022 zusammen mit Anna Fischer. Er war (gemeinsam mit Julia Bonk) Bundessprecher der Parteiströmung Emanzipatorische Linke.

### Ehrungen
2001 erhielt Spehr einen Preis der Rosa-Luxemburg-Stiftung für seinen Essay Gleicher als Andere. Eine Grundlegung der Freien Kooperation. 

## Werke
- Die Jagd nach Natur. Zur historischen Entwicklung des gesellschaftlichen Naturverhältnisses. IKO, Frankfurt/M. 1994, ISBN 978-3-88939-188-9.
- Die Ökofalle. Nachhaltigkeit und Krise. Promedia, Wien 1996, ISBN 978-3-85371-108-8
- Die Aliens sind unter uns! Herrschaft und Befreiung im demokratischen Zeitalter. Goldmann, München 1999, ISBN 978-3-442-75548-6. Zweite Auflage: SeitenHieb-Verlag, Reiskirchen 2015, ISBN 978-3-86747-054-4.
- Gleicher als Andere. Eine Grundlegung der Freien Kooperation. Karl Dietz, Berlin 2003, ISBN 3-320-02039-0.